# Sint-Joriskerk (Oezjhorod)
De Sint-Joriskerk (Oekraïens: Костел святого Юрія, Kostel svyatoho Yuriya) is een rooms-katholieke kerk  in de Transkarpatische hoofdstad Oezjhorod in Oekraïne.

## Geschiedenis
Deze rooms-katholieke kerk is gebouwd op de plaats van een oudere kerk. Oezjhorod werd tot het begin van de 20e eeuw bewoond door een groot aantal rooms-katholieken van Hongaarse origine. Hoewel er tijdens de Reformatie een deel van de Hongaren toetrad tot de Gereformeerde Kerk, bleef het grootste deel van de Hongaren rooms-katholiek. De meeste rooms-katholieken in Oezjhorod hebben een Hongaarse achtergrond. De kerk werd gebouwd tussen 1762 en 1766 en voor de bouw werden materialen uit de voormalige kasteelkerk gebruikt. De kerk is verschillende keren gerenoveerd: meer specifiek in 1830, 1881 en tussen 2000 en 2001.

## Architectuur
De kerk is gebouwd in de late barokstijl. Op het altaar is een schilderij van de beroemde Hongaarse schilder József Lukács Kvakker te vinden. Naast de vele prachtige schilderijen en beeldhouwwerken zijn er ook zeer waardevolle en zeldzame monstransen in de kerk te vinden. Tijdens de laatste renovatie tussen 2000 tot 2001 werd monument voor de Maagd Maria gerenoveerd. Eerder werd dit kunstwerk vernietigd tijdens het communisme.

## Afbeeldingen

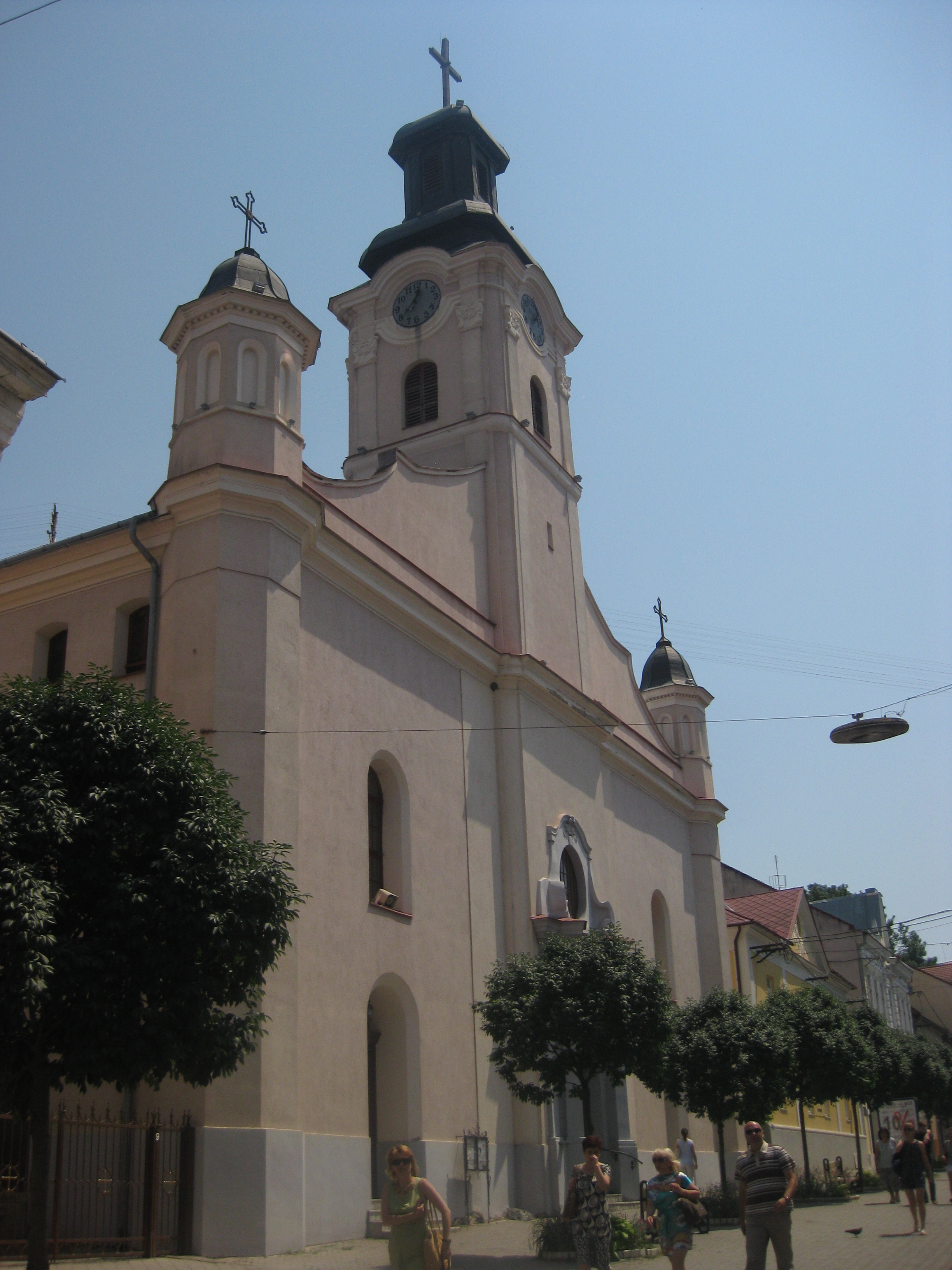
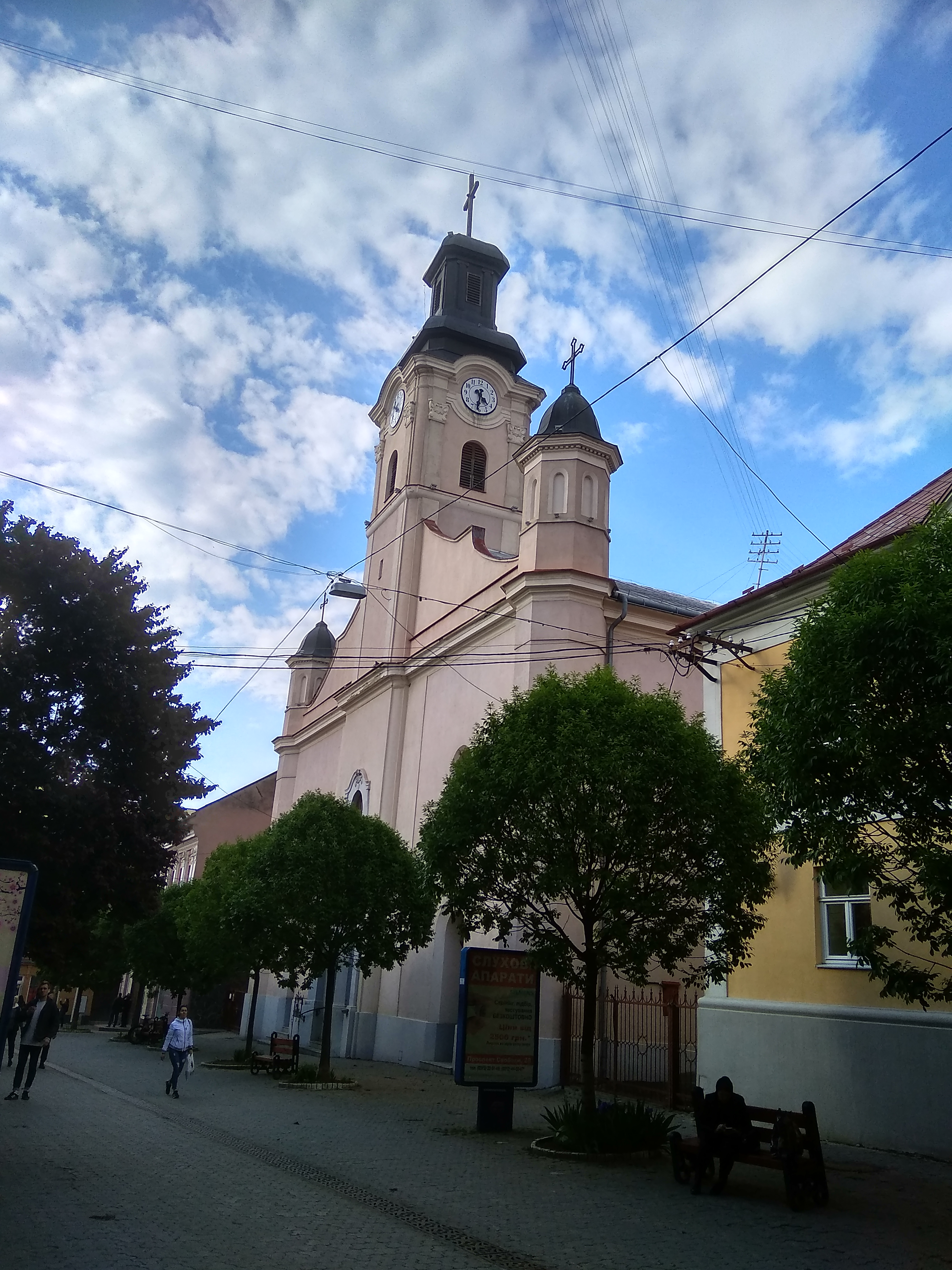
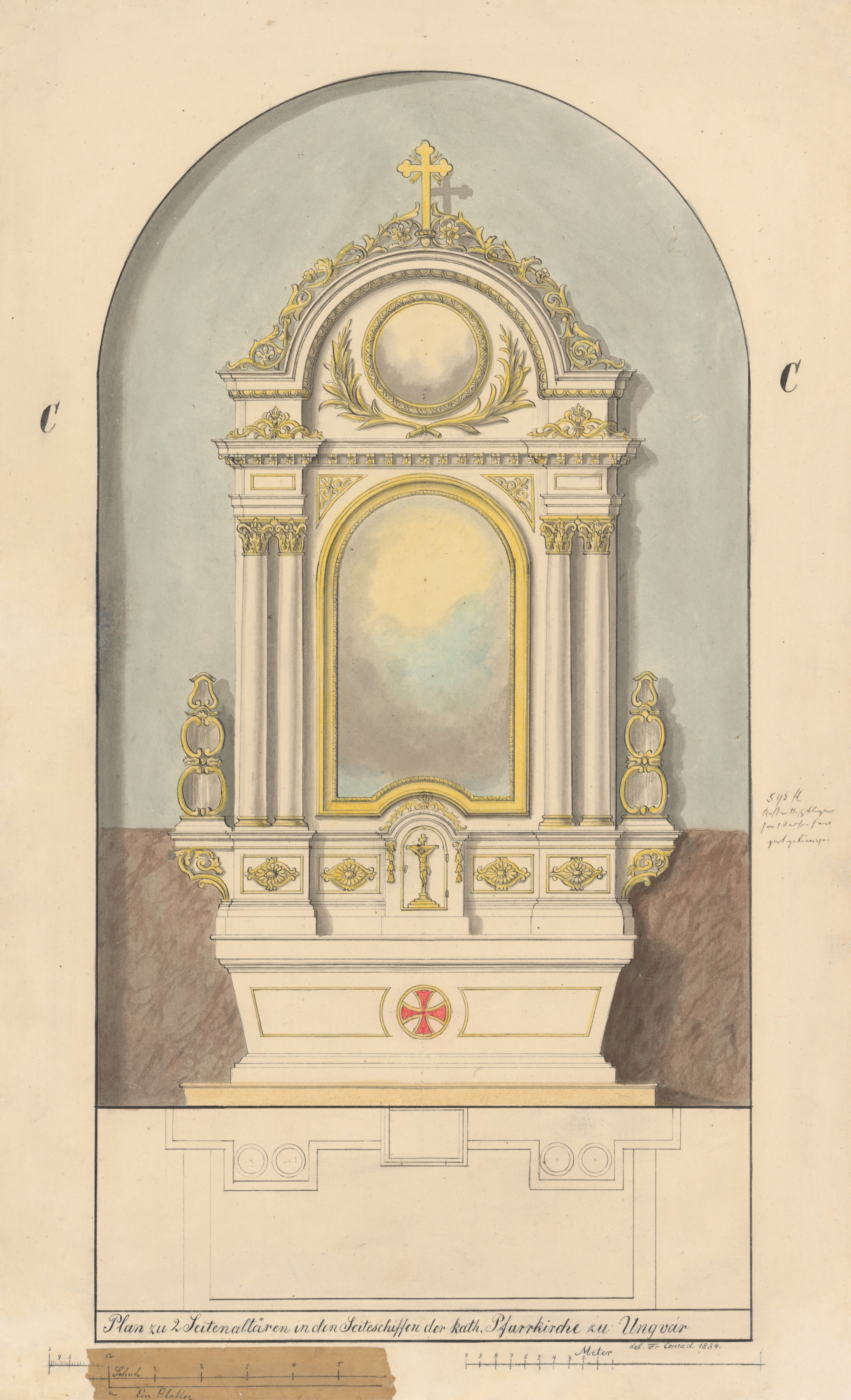
Afbeelding van een altaar, nu te vinden in Slowaaks nationaal museum
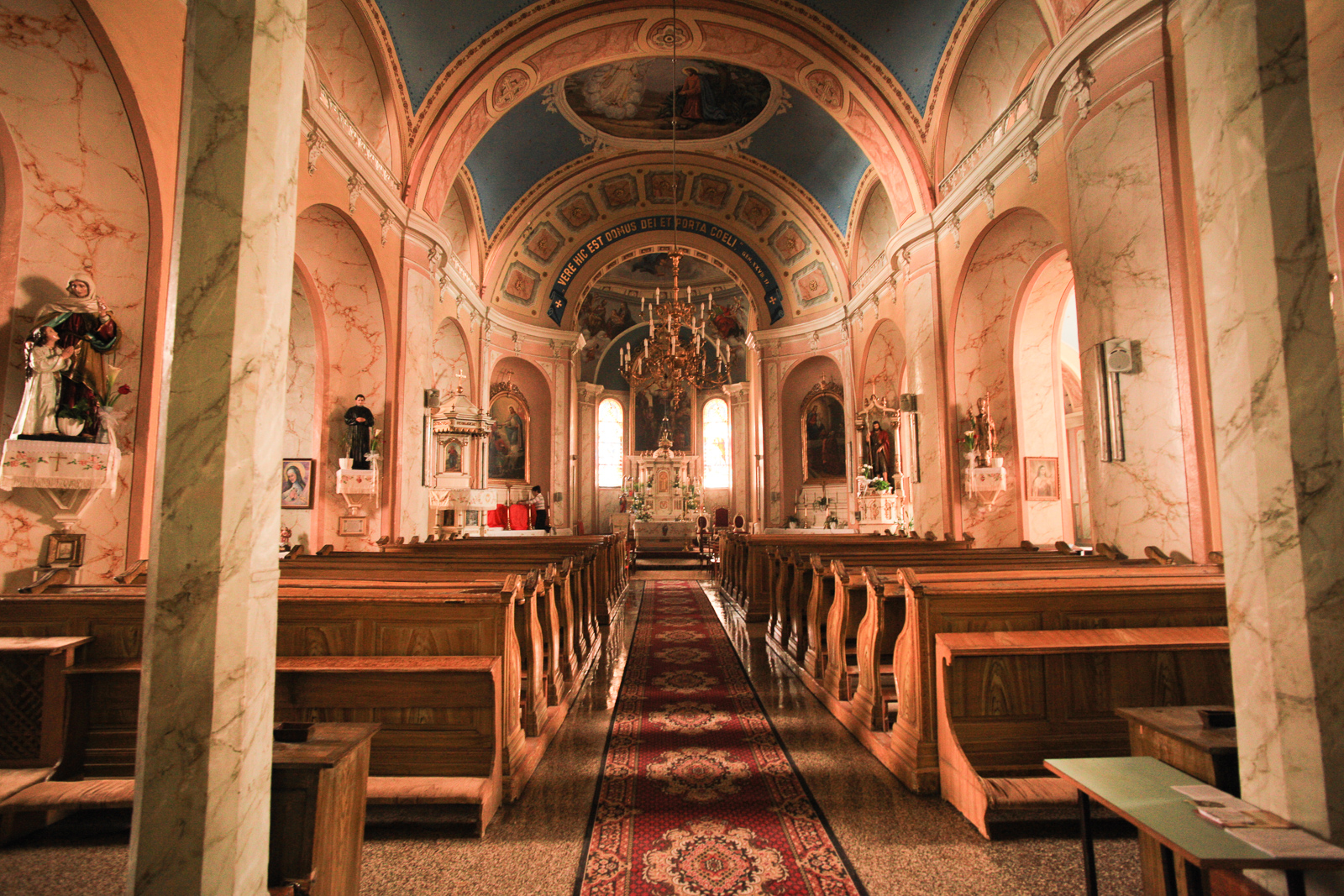
Het interieur van de kerk
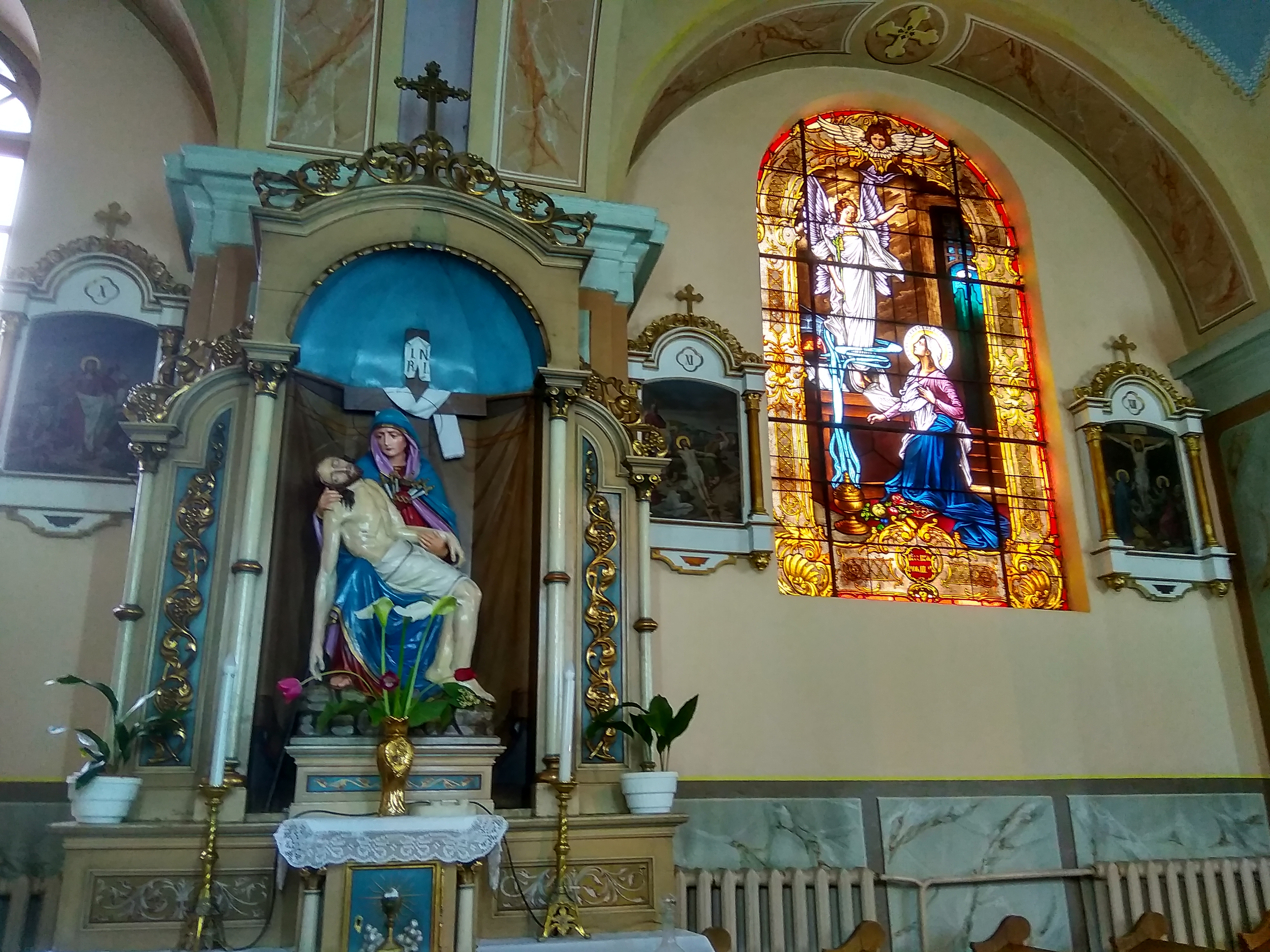
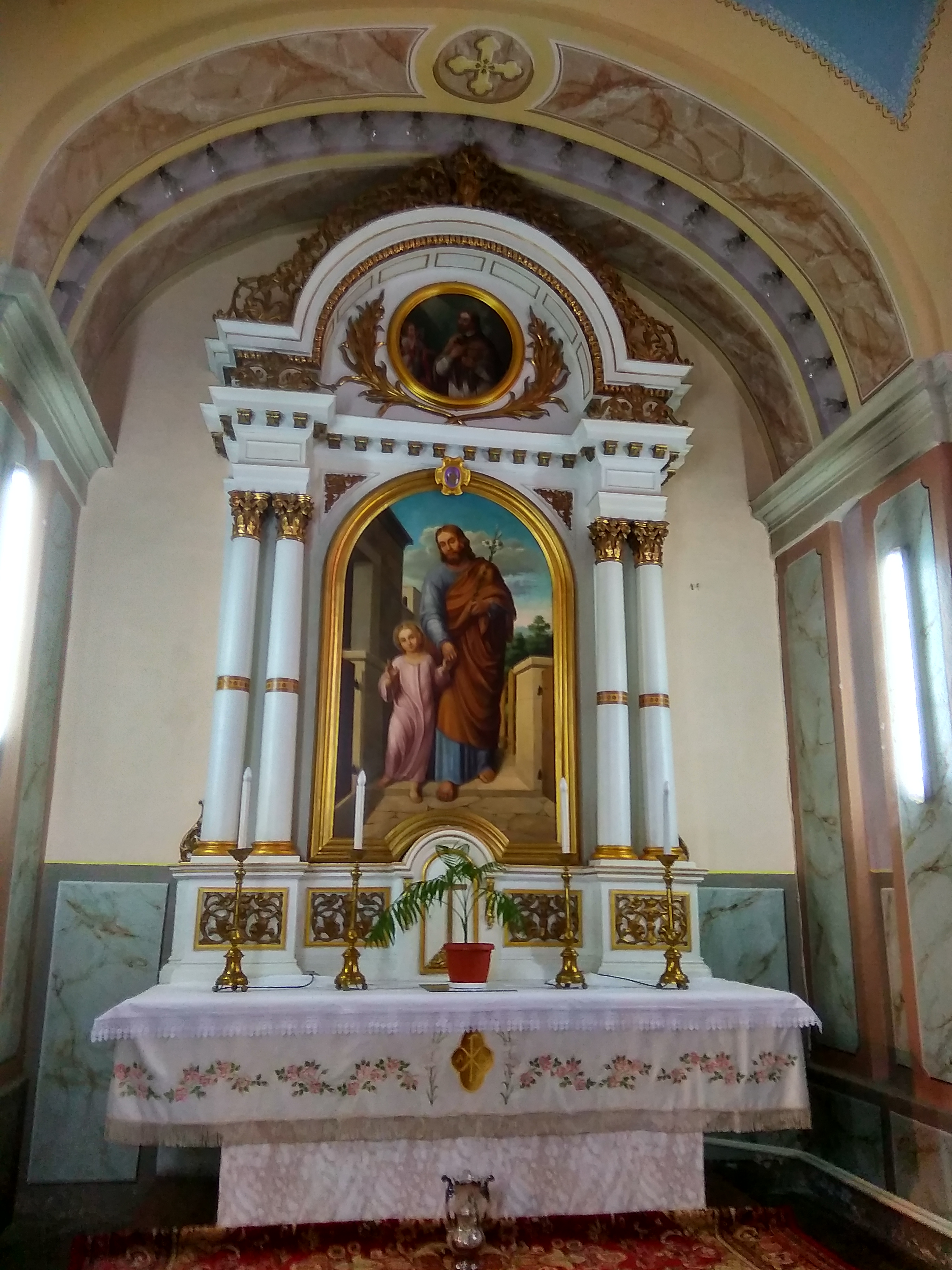
Een kapel in de kerk
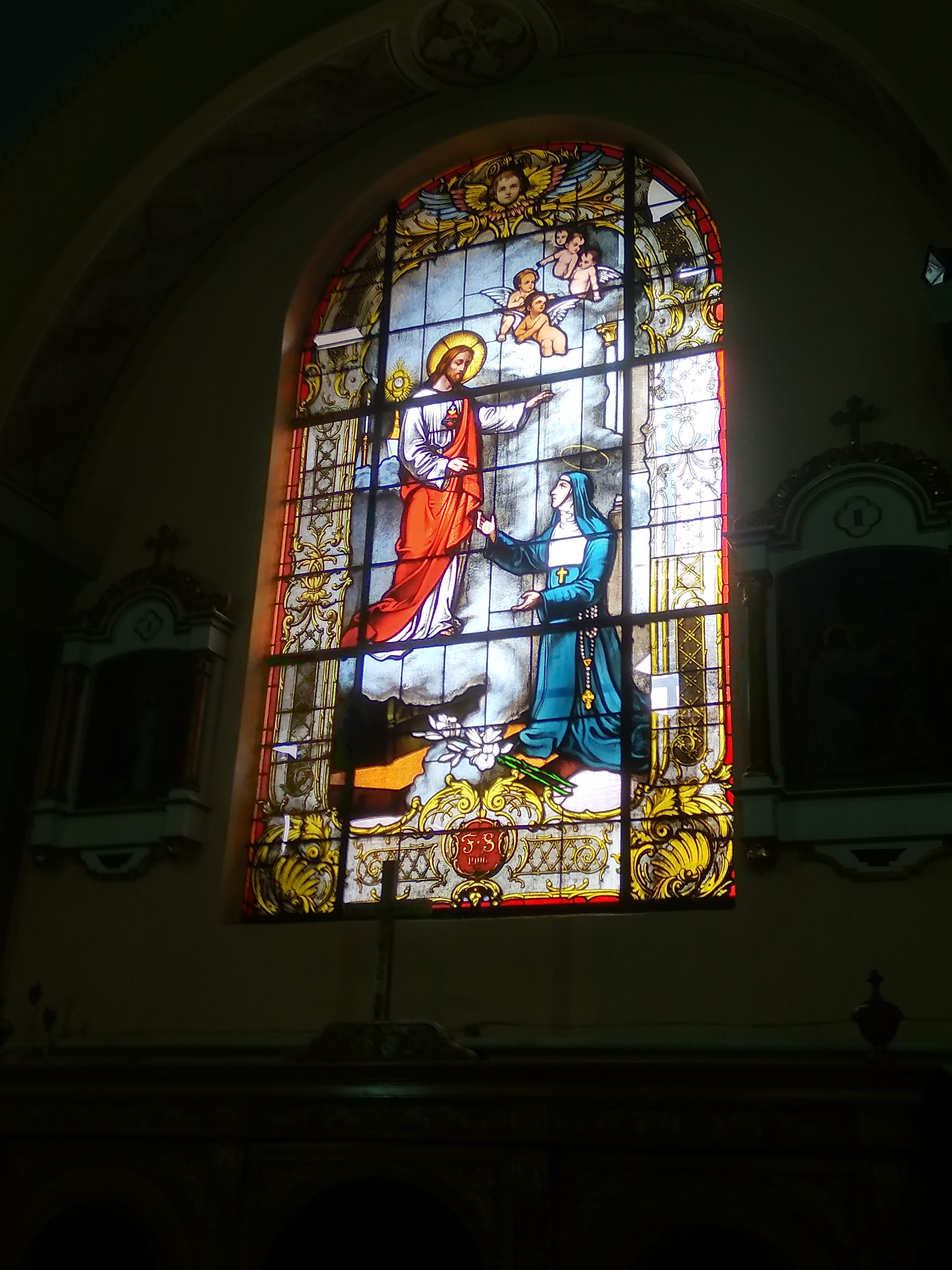
Een beschilderd raam
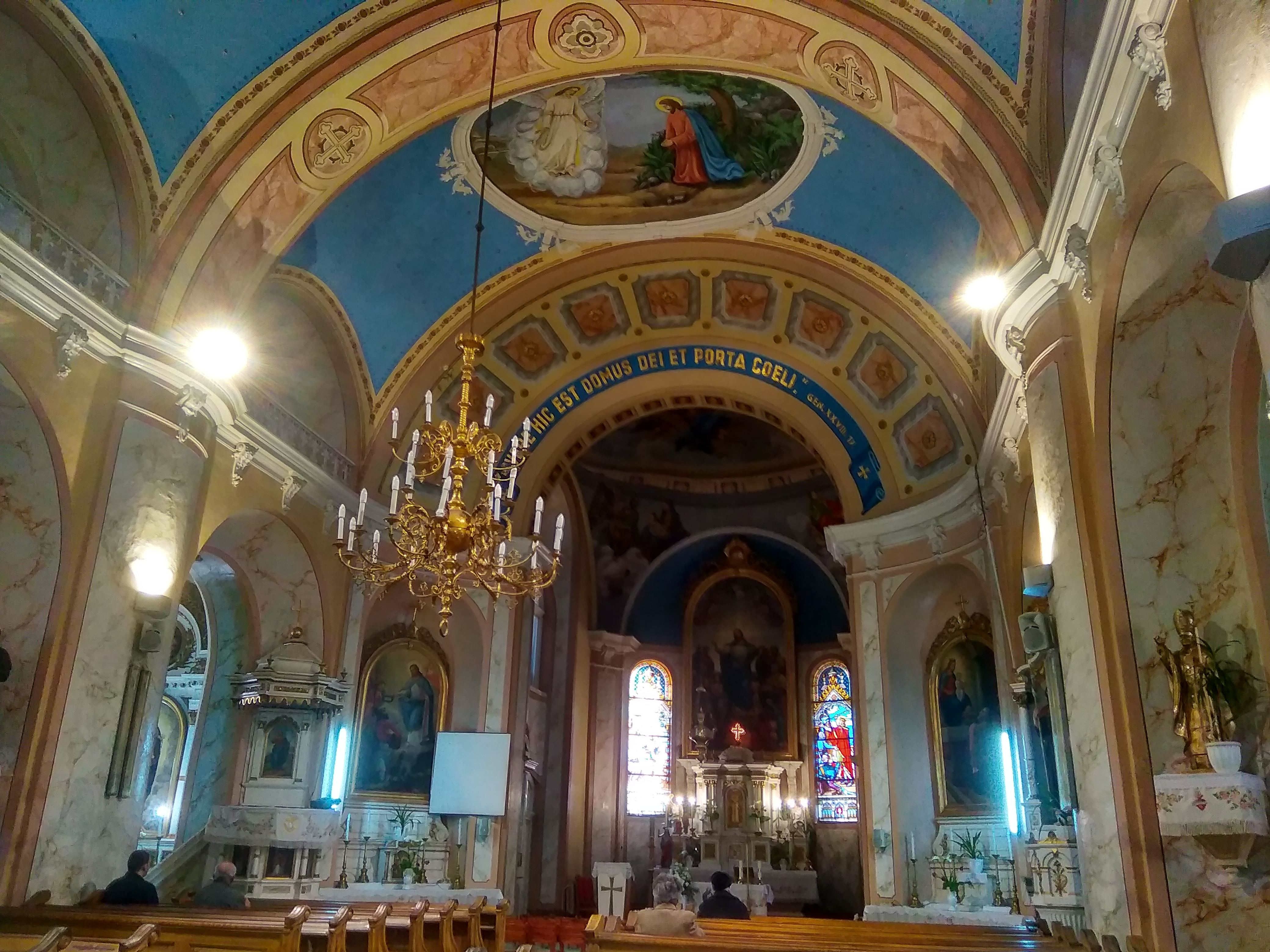